# Неки новији клинци и...
Неки новији клинци и ... је трибјут албум бендова из Новог Сада (са изузетком Супер с Карамелом, који су из Бечеја) са обрадама песама српског и бившег југословенског кантаутора Ђорђа Балашевића
Наслов албума односи се на песму "Неки нови клинци" са албума "Мојој мами уместо матурске слике у излогу" из из 1979. године који је издао Балашевићев бивши бенд Рани Мраз. Сва средства прикупљена од продаје албума намењена су сиротишту Дечје Село у Сремској Каменици. Волонтерски центар Војводине као издавач, заједно са свим извођачима, организовао је дводневну манифестацију у западној дворани Спортског центра Спенс у октобру 2008. године, након скоро годину дана од датума објављивања и након продаје комплетног тиража, за додатно прикупљање средстава. Концерт је оба дана трајао 7 сати.

## Песме
1. Tizzies — "Mirka" – 2:30
2. TetraPank — "Lepa profina kći" – 2:50
3. Piknik — "Nikad kao Bane" – 3:59
4. Đarma & Metkovi — "Moj stari frend" – 2:25
5. Zbogom Brus Li — "Jadna i bedna 2007" – 3:30
6. Lost Propelleros — "Pesma o jednom petlu" – 2:39
7. Drum 'n' Zez featuring Zagor & Piknik — "Al' se nekad dobro jelo" – 3:50
8. Pero Defformero — "Jaroslava" – 3:58
9. Čučuk Stana HC Orchestra — "U razdeljak te ljubim" – 1:52
10. Super s Karamelom — "Pa dobro gde si ti" – 3:12
11. Proleće — "Oprosti mi Katrin" – 2:18
12. Nekropolis — "Živeti slobodno" – 3:27
13. Šinobusi — "Život je more" – 5:06
14. Sing Sing Singers — "Baby Blue" – 2:54
15. The Groovers — "Predlog" – 3:06
16. Crosspoint — "Devojka sa čardaš nogama" – 4:34
17. Lee Man — "Limanska" – 4:20
18. Signum — "D Mol" – 4:15
19. Mitesers — "Plava balada" – 3:52
20. Crash 2 — "Crni labud" – 4:27
21. Highway — "Neki novi klinci" – 3:55